# IPP Trophy 2009
L'IPP Trophy 2009 è un torneo professionistico di tennis maschile giocato sulla terra rossa, che faceva parte dell'ATP Challenger Tour 2009. Si è giocato a Ginevra in Svizzera dal 17 al 23 agosto 2009.

## Partecipanti

### Teste di serie
| Nazionalità | Giocatore       | Ranking* | Testa di serie |
| ----------- | --------------- | -------- | -------------- |
| Svizzera    | Stéphane Bohli  | 144      | 1              |
| Rep. Ceca   | Jan Hájek       | 154      | 2              |
| Rep. Ceca   | Jiří Vaněk      | 167      | 3              |
| Kazakistan  | Jurij Ščukin    | 173      | 4              |
| Svizzera    | Michael Lammer  | 184      | 5              |
| Germania    | Dominik Meffert | 198      | 6              |
| Belgio      | Niels Desein    | 208      | 7              |
| Argentina   | Diego Álvarez   | 227      | 8              |

- Ranking al 10 agosto 2009.

### Altri partecipanti
Giocatori che hanno ricevuto una wild card:
- Evgenij Donskoj
- Antony Dupuis
- Sandro Ehrat
- Alexander Sadecky

Giocatori passati dalle qualificazioni:
- Grégoire Burquier
- Tim Goransson
- Andrei Gorban
- Dmitrij Sitak

## Campioni

### Singolare
Dominik Meffert ha battuto in finale  Benjamin Balleret con il punteggio di 6–3, 6–1

### Doppio
Diego Álvarez /  Juan Martín Aranguren hanno battuto in finale  Henri Laaksonen /  Philipp Oswald con il punteggio di 6–4, 4–6, [10–2]